# ناصر محمد الساير
 ناصر محمد الساير (29 ديسمبر 1929 - 14 نوفمبر 2019) رجل أعمال كويتي، وعضو سابق بمجلس الأمة الكويتي، مؤسس ورئيس مجلس إدارة شركة مؤسسة محمد ناصر الساير وأولاده الوكيل الحصري لسيارات تويوتا ولكزس بدولة الكويت.

## السيرة الذاتية
وُلد ناصر الساير في عام 1929 لعائلة احترفت التجارة وعملت فيها لسنوات طويلة، التحق بداية طفولته بمدرسة العنجري الأهلية، وانخرط بعدها إلى التعليم النظامي بمدارس المباركية فالأحمدية فالقبلية. واقتصر الت الصف الرابع المتوسط، تعلم اللغة الإنجليزية على يد الأستاذين هاشم القناعي وإسرائيل (مسيحي من أصل عراقي). شغف ناصر للتعليم دفعه للالتحاق بأخيه الأكبر بدر الساير الذي أسس في البحرين شركة في المنامة مع خالد عبد العزيز السعدون. وهناك، أكمل ناصر تعليمه، ورافق التجار وتعلم منهم أسرار المهنة، وواصل تعلم اللغات فأتقن الإنجليزية والفارسية والأردية فأصبح مهيئا كي يعمل بالتجارة، وذهب يراسل الشركات الواحدة تلو الأخرى لاستيراد منتجاتها، فكان أول من يستورد خزانات المياه إلى الكويت، كما استورد مضخات المياه، والأغذية، والأصباغ ومولدات الكهرباء، والأخشاب، وعمل بتجارة الذهب، وتركز نشاطه على التجارة بالعمولة بأخذ 3 بالمائة من قيمة التكلفة على الصانع، وافتتح لنفسه مكتبا في الشارع الجديد (موقع البنك المركزي حاليا)، وتاجر بالسيارات باستيراد سيارتين سكودا في 1954 ولكن لم يجد من يشتريها غير الأرمن وكان عددهم قلة في الكويت. واستمر يراسل الشركات الأخرى لاستيراد بضائعها حتى وصل به الطريق إلى تويوتا. لقد وصل إليها بدافع هوايته لحب الصيد والقنص، فأعجبته مركبة الدفع الرباعي لاندكروزر التي شاهدها في الريدرز دايجست.
ومن هنا بدأت الرحلة. فاستورد أول سيارتين في عام 1954، وباعهما إلى دائرة الأشغال، ثم زار اليابان في 1955، لالتقاء مدراء تويوتا وتوثيق العلاقة بينه وبينهم فحظي بثقتهم وأصبح وكيلا لها في الكويت، وشرق المملكة العربية السعودية، ودبي، والبحرين، وقطر، ولبنان، فكان أول وكيل رسمي لشركة تويوتا في الشرق الأوسط.

## المناصب الوظيفية
- عضو مجلس الأمة (الفصل التشريعي الثالث 1971).
- عضو نادي المعلمين (قبل الاستقلال).
- عضو سابق بالمجلس الأعلى للمعاقين في وزارة الشؤون الاجتماعية والعمل.
- عضو مجلس إدارة غرفة وتجارة وصناعة الكويت.
- عضو مجلس إدارة الهيئة العام للصناعة.
- نائب رئيس مجلس الإدارة وعضو مجلس الإدارة لشركة المال الكويتية ش م ك.
- رئيس مجلس الإدارة السابق لشركة دار الاستثمار.
- رئيس مجلس الإدارة ونائب رئيس مجلس الإدارة السابق للشركة الوطنية الدولية القابضة.
- نائب رئيس مجلس الإدارة الأسبق ل مركز الخليج المالي.
- نائب رئيس مجلس الإدارة الأسبق ل شركة الإسكندرية للملاحة والنقل في مصر.
- عضو مجلس الإدارة في المنظمة الإسلامية العالمية الخيرية.

## مؤسس ورئيس مجلس إدارة
- شركة مؤسسة محمد ناصر الساير وأولاده.
- شركة بحرة التجارية.
- مصنع الساير للمرطبات.
- مصنع الكويت لعلف الحيوان.
- شركة مشاريع الساير المحدودة.
- شركة الساير لشراء وبيع وتأجير السيارات.
- شركة تسهيلات الساير.
- شركة الحزام الأخضر للنقل.
- شركة الأسواق المتحدة.
- شركة الساير للهندسة.
- شركة الساير مصر.
- شركة الساير دبي.
- شركة ناصر محمد الساير للخرسانة الجاهزة
- شركة القافلة للمعدات
- شركة ناصر الدولية للتجارة العامة والمقاولات
- شركة ناصر الساير للالكترونيات
- شركة ناصر الساير للمطابخ

## وفاته
توفى عن عمر ناهز التسعين عامًا في 14 نوفمبر 2019 ودفن في مقبرة الصليبخات.